# Cäcilienchor Frankfurt
Der Cäcilienchor Frankfurt zählt zu den ältesten und traditionsreichsten  Oratorienchören Deutschlands. 2018 feierte er sein 200-jähriges Bestehen.
1818 wurde der Chor, welcher der Heiligen Cäcilia, der Patronin der Kirchenmusik, gewidmet ist, von Johann Nepomuk Schelble gegründet. Seit 1821 trägt er den Namen Cäcilienverein, tritt aber heute der besseren Verständlichkeit wegen als Cäcilienchor auf.
Die Aufführung großer und bedeutender Oratorienwerke bilden seit Gründung den Schwerpunkt des Chores. So trug der Cäcilienverein mit der Wiederaufführung der Matthäuspassion von Johann Sebastian Bach kurz nach der legendären ersten Berliner Wiederaufführung dieses Werks 1829 zur Bach-Renaissance im 19. Jahrhundert bei. Im Repertoire des Chores befinden sich auch immer Werke weniger bekannter und zeitgenössischer Komponisten. Eine weitere wichtige Gattung sind symphonische Werke mit Chor. Regelmäßig tritt der Chor bei Konzerten der Frankfurter Museumsgesellschaft und der Alten Oper Frankfurt auf.
Felix Mendelssohn Bartholdy, der den Chor zeitweise leitete und ihm mehrere Kompositionen widmete, schrieb 1832 über den Cäcilienverein: „Die Leute singen mit so viel Feuer und so zusammen, dass es eine Freude ist.“
Ein weiteres herausragendes Ereignis im Konzertleben des Chores war die Uraufführung von Carl Orffs Carmina Burana im Jahre 1937.
Der Cäcilienchor hat mit vielen berühmten Dirigenten zusammengearbeitet. Konzerte unter Kurt Thomas, Wilhelm Furtwängler, Georg Solti, Lorin Maazel, Kurt Masur, Michael Gielen und Paolo Carignani prägten den Chor. Zu den künstlerischen Leitern des Cäcilienchores gehörte auch Hugo Holle (1937–1939) und Bruno Vondenhoff, der 1945 als Intendant an die Oper Frankfurt berufen wurde. In den 1960er und 1970er Jahren leitete Theodor Egel, in den 1980er Jahren Enoch zu Guttenberg den Chor. Von 1988 bis Ende 2023 war Christian Kabitz Leiter des Cäcilienchors Frankfurt. Ab 1. Januar 2025 ist Christian Rohrbach als neuer künstlerischer Leiter designiert.
Im Jahr 2000 wurde der Chor mit dem Binding-Kulturpreis ausgezeichnet.
Im Gedenken an die als jüdisch verfolgten Sängerinnen und Sänger, die 1933 den Chor verlassen mussten, wurde 2023 eine Gedenkschrift „Spurensuche“ veröffentlicht. Ebenfalls als Gedenken wurde am 6. März 2023 in der Katharinenkirche in Frankfurt am Main das letzte Konzert des Chores vom 8. März 1933, an dem die jüdischen Mitglieder noch mitsangen, wiederholt.